# Сан Просперо (Болоња)
Сан Просперо (итал. San Prospero) је насеље у Италији у округу Болоња, региону Емилија-Ромања.
Према процени из 2011. у насељу је живело 746 становника. Насеље се налази на надморској висини од 10 м.